# Pi Lupi
Pi Lupi (π Lupi, förkortad Pi Lup, π Lup), som är stjärnans Bayer-beteckning, är en multipelstjärna i mellersta delen av stjärnbilden Vargen. Den har en skenbar magnitud av 3,89 och är synlig för blotta ögat där ljusföroreningar ej förekommer. Baserat på parallaxmätning inom Hipparcosuppdraget på ca 7,4 mas, beräknas den befinna sig på ett avstånd av ca 440 ljusår (140 parsek) från solen. Den ingår i undergruppen Upper Centaurus Lupus inom den närliggande Scorpius-Centaurus-föreningen.

## Egenskaper
Primärstjärnan Pi Lupi A är en blå till vit stjärna i huvudserien av spektralklass B5 V. Den har en radie som är ca 2,7 gånger solens radie och avger ca 1 080 gånger mer energi än solen från dess fotosfär vid en effektiv temperatur på ca 16 200 K.
Pi Lupi består av två stjärnor som utgör en vidsträckt dubbelstjärna med en omloppsperiod på 517 år och en halv storaxel på 1,59 bågsekunder. Minst en av komponenterna är en spektroskopisk dubbelstjärna.